# قلعه امیر
قلعه امیر، روستایی از توابع بخش مرکزی شهرستان فلاورجان در استان اصفهان ایران است.

## جمعیت
این روستا در دهستان گلستان (فلاورجان) قرار دارد و براساس سرشماری مرکز آمار ایران در سال ۱۳۸۵، جمعیت آن ۱٬۵۹۲ نفر (۴۱۹خانوار) بوده‌است.